# Thomas Koch (Schauspieler, 1984)

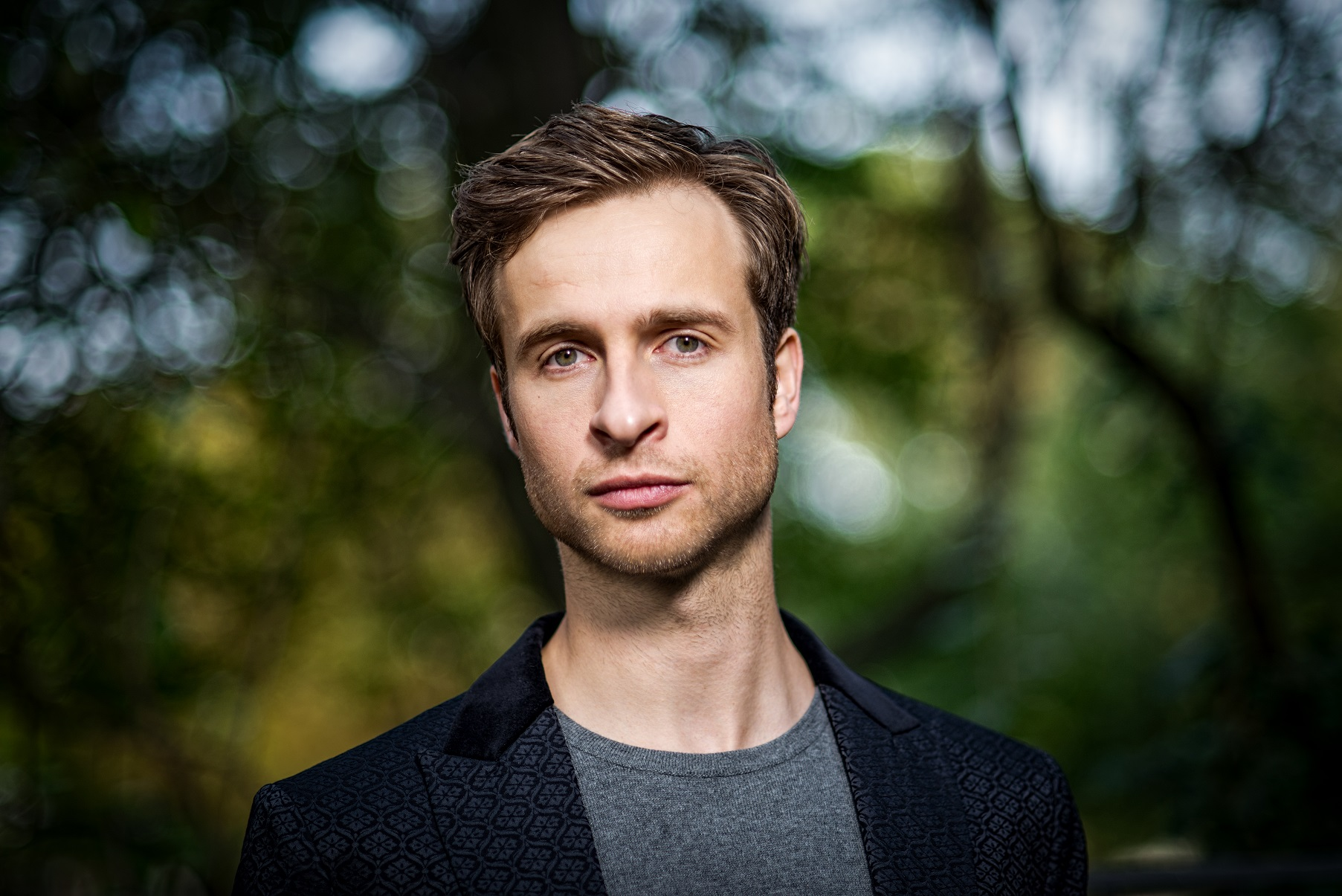
Thomas Koch

Thomas Koch (* 1984 in Suhl) ist ein deutscher Schauspieler.

## Leben
Koch absolvierte seine Schauspielausbildung zum staatlich anerkannten Schauspieler von 2004 bis 2007 im Münchner Schauspielstudio Gmelin. Danach folgten erste Auftritte in nationalen und internationalen Fernsehwerbespots, Kurz- und Kinofilmen. 2010 besuchte er das Acting Studio von Bobbie Shaw Chance Expressions Unlimited in Los Angeles. Von 2011 bis 2012 lebte er im kanadischen Vancouver.
2012 gab er unter der Regie von Carsten Fiebeler sein Spielfilmdebüt in der Tragikomödie Sushi in Suhl.
Er lebt in Suhl.

## Filmografie (Auswahl)
- 2009: De'Mut (Kurzfilm)
- 2009: Zwei Jahre Später (Kurzfilm)
- 2010: La petite mort (Kurzfilm)
- 2011: Greasy Soul (Kurzfilm)
- 2012: Sushi in Suhl
- 2012: Monas Bürgermeister (Kurzfilm)
- 2012: Mop King
- 2014: Der erste Stein
- 2015: Beyond the Bridge
- 2016: Erwartungen